# Cucullia oberthueri
Cucullia oberthueri är en fjärilsart som beskrevs av Rothschild 1911. Cucullia oberthueri ingår i släktet Cucullia och familjen nattflyn. Inga underarter finns listade i Catalogue of Life.